# Саллі Найвет
Саллі Найвет (англ. Sally Knyvette; нар. 9 лютого 1951, Горшам, Західний Сассекс) — англійська акторка та режисер.

## Життєпис
Народилась в сім'ї лікаря. Найвет навчалась акторському мистецтву під час керування французьким рестораном на Кінгс-роуд, Лондон. Виступав в репертуарному театрі протягом семи років, виступаючи переважно на сцені, включаючи ролі у п'єсах Шекспіра. 
На екрані Найвет найбільш відома за свої ролі Дженни Станіс в перші два сезони британського науково-фантастичного серіалу «Сімка Блейка», Кейт Сугден в мильній опері «Еммердаль» та медсестри Роланд в мильній опері «Головна лікарня». Пізніше вона скаржилася на свою роль у «Сімці Блейка», яку Дженна «розпочала як дійсно захоплюючий, міжгалактичний космічний пірат, але потім вона стала свого роду домогосподаркою».
Саллі Найвет живе у Фулхемі, Західний Лондон.

## Озвучування відеоігор
| Рік  | Назва                          | Персонаж |
| ---- | ------------------------------ | -------- |
| 2010 | Castlevania: Lords of Shadow   | Кармілла |
| 2013 | Warhammer 40,000: Space Marine | Грая     |
| 2014 | Castlevania: Lords of Shadow 2 | Кармілла |